# قاي ويست
قاي ويست (بالإنجليزية: Guy West)‏ هو لاعب شطرنج أسترالي، ولد في 7 سبتمبر 1958 في Babinda ‏ في أستراليا.

## وصلات خارجية
- قاي ويست على موقع الاتحاد الدولي للشطرنج (الإنجليزية)
- قاي ويست على موقع مباريات الشطرنج (الإنجليزية)
- قاي ويست على موقع 365Chess.com (الإنجليزية)
- قاي ويست على موقع Chesstempo.com (الإنجليزية)
- قاي ويست على موقع اتحاد المراسلات الدولية للشطرنج (الإنجليزية)
- قاي ويست سجل أولمبياد الشطرنج على موقع OlimpBase.org (الإنجليزية)